# Rokjesnacht
Rokjesnacht is een Nederlandse romantische komedie uit 2024 geregisseerd en mede geproduceerd door Johan Nijenhuis. De film is gebaseerd op de musical Blind Date en ging op 28 september 2024 in première.

## Verhaal
De film volgt Roos, die het bedrijf Blind Date opstart, waarmee ze mensen gaat helpen hun ideale wederhelft te vinden. Zo staan onder ander Bob en Jenny centraal: Bob is een cijferaar die nadat hij door zijn vriendin gedumpt is weer dolgraag wil gaan daten, en Jenny is een hondentrimster die juist de moed heeft opgegeven nadat ze meerdere slechte dates heeft gehad. Wanneer ze onverwachts aan elkaar gekoppeld worden via het nieuwe datingplatform, probeert koppelaarster Roos hen te laten inzien dat ze ondanks alle verschillen, een perfecte match zijn.

## Rolverdeling
| acteur           | personage          |
| ---------------- | ------------------ |
| Leo Alkemade     | Bob Flinck         |
| Brigitte Heitzer | Jenny de Beukering |
| Lykele Muus      | Aldo               |
| Abbey Hoes       | Roos               |
| Kiefer Zwart     | Geurt              |
| Bertrie Wierenga | Eefje              |
| Patrick Martens  | Diederik           |
| Tineke Schouten  | Adrienne           |
| Peter Bolhuis    | Bastiaan           |
| Yip Andjar       | David              |
| Juultje Tieleman | Anneke             |
| Sinan Eroglu     | Gilberto           |
| Kelly Mexy       | ?                  |
| Toto Mei         | ?                  |
| Maaike Martens   | ?                  |

## Achtergrond
De film werd geregisseerd en mede geproduceerd door Johan Nijenhuis, voor de productie werd hij bijgestaan door Ingmar Menning. Het scenario van de film werd geschreven door Allard Blom en is gebaseerd op de musical Blind Date. De opnamen van de film ging in maart 2024 van start. Zanger Simon Keizer verzorgde met het nummer Zin in het leven de titelsong van de film. Hoofdrollen in de film waren weggelegd voor onder anderen Leo Alkemade, Abbey Hoes, Bertrie Wierenga en Brigitte Heitzer.
Rokjesnacht ging op 28 september 2024 in première voor pers en genodigden tijdens het M&M'S Event in de Brabanthallen. Vijf dagen later, op 3 oktober 2024, ging de film landelijk de bioscopen in voor het grote publiek.